# Österro
Österro är en stadsdel i stadsdelsområdet Bergsåker i tätorten Sundsvall. Stadsdelen gränsar i söder till Bergsåker och i sydväst till Lillhällom och ligger drygt 5 kilometer nordväst om centrala Sundsvall vid foten av Lillhällomsberget. Bebyggelsen består i huvudsak av villor och radhus uppförda under mitten av 1970-talet. Gatorna i området har namn relaterade till hästverksamhet som till exempel Galoppvägen, Ridvägen och Sulkyvägen.  I området finns förskola samt lågstadieskola.

Kända personer från Österro
Musikern Ebba Wigren härstammar från Österro.